# Linuron
Le linuron est un herbicide développé par Bayer CropScience. Il fait partie de la famille des urées substituées. Il pénètre par les racines puis est transporté jusqu'aux feuilles par la sève brute. Il agit au maximum pendant 4 mois. On l'utilise à des doses de 500 à 1000g/ha.
Des expériences ont montré qu'une exposition in utero au linuron altérait la différenciation sexuelle de rats mâles par effet de perturbation endocrinienne, en inhibant la conversion des androgènes en œstrogènes par l'aromatase .